# Песчано-Ковалинское сельское поселение
Песчано-Ковалинское се́льское поселе́ние (тат. Комлы Кавал авыл җирлеге, Qomlı Qawal awıl cirlege) — муниципальное образование в Лаишевском районе Татарстана Российской Федерации.
Административный центр — село Песчаные Ковали.

## История
Образовано 22 января 1919 года как Ковалинский сельсовет в составе Столбищенской волости Казанского уезда той же губернии. С 1920 по 1927 год в той же волости Арского кантона Татарской АССР. С 1927 года, после упразднения волости, сельсовет вошёл в состав Казанского района; в том же году ему передаётся одно из селений упразднённого Орловского сельсовета.
После разукрупнения Казанского района в составе Столбищенского района.
В 1953 году упразднён с передачей населённых пунктов Тарлашинскому сельсовету, однако вскоре упразднение сельсовета отменено.
В 1957 году из Большеотарского сельсовета было перечислен населённый пункт Матюшино; в следующем году в состав сельсовета перечисляются населённые пункты упразднённого Давликеевского сельсовета (за исключением самого Давликеево).
В 1959 году перечислен в состав Лаишевского района и в том же году упразднён; населённые пункты вошли в состав Столбищенского сельсовета.
В 1961 году воссоздан, в его состав вошли Песчаные Ковали, Вороновка, Петровский из Столбищенского сельсовета; Матюшино и Соколовка из Тарлашинского сельсовета; Большие Отары, Десять лет Октября, Новые Отары, Старое Победилово упразднённого Большеотарского сельсовета; Соколовка вскоре возвращена в Тарлашинский сельсовет.
В рамках всесоюзной административно-территориальной реформы в 1963 году оказался в составе Пестречинского укрупнённого сельского района; в том же году официально упразднён населённый пункт Большие Отары. С 1965 года вновь в составе Лаишевского района; в том же году к Старому Победилово был присоединён посёлок Десять лет Октября.
В 1966 году Старое Победилово и Новые Отары вошли в новообразованный Старопобедиловский сельсовет.
В 1986 году н.п. Габишево было выведено из состава сельсовета, образовав отдельный Габишевский сельсовет.
В 1998 году посёлок Петровский был включён в состав Казани.
В 2003 году Матюшино было выделено в отдельный сельсовет.
Статус и границы сельского поселения установлены Законом Республики Татарстан от 31 января 2005 года № 28-ЗРТ «Об установлении границ территорий и статусе муниципального образования "Лаишевский муниципальный район" и муниципальных образований в его составе».

## Население
| 2010  | 2011  | 2012  | 2013  | 2014  | 2015  | 2016  |
| ----- | ----- | ----- | ----- | ----- | ----- | ----- |
| 1925  | ↗1929 | ↗1953 | ↗1981 | ↗2035 | ↗2105 | ↗2169 |
| 2017  | 2018  | 2021  |       |       |       |       |
| ↗2209 | ↗2254 | ↗3613 |       |       |       |       |

## Состав сельского поселения
| № | Населённый пункт | Тип населённого пункта       | Население |
| - | ---------------- | ---------------------------- | --------- |
| 1 | Вороновка        | деревня                      | 75        |
| 2 | Песчаные Ковали  | село, административный центр | ↗3166     |